# Полифет
Полифет је у грчкој митологији било име више личности.

## Митологија
1. Полифет (лат. Polyphoetes) је био Деметрин свештеник у Троји, кога је, према Вергилијевој „Енејиди“, Енеја срео у Подземљу.[1]
2. Полифет (лат. Polyphetes) је било име тројанског ратника у Хомеровој „Илијади“.[2] Хомер га је описао као да је божанског лика.[3]
3. Неки извори наводе да је ово једно од могућих имена Лајовог кочијаша, који је покушао да Едипа склони са пута. У тучи која је уследила, Едип је убио и Полифета и свог оца, Лаја. Друга имена за Полифета су Полипет и Полифонт.[4]